# Kévin Borlée
Kévin Borlée (Woluwe-Saint-Lambert, 22 de febrero de 1988) es un deportista belga que compitió en atletismo, especialista en las carreras de velocidad y relevos. Su padre es el atleta Jacques Borlée, y sus hermanos Jonathan, Dylan y Olivia han competido en el mismo deporte.
Ganó tres medallas de bronce en el Campeonato Mundial de Atletismo entre los años 2011 y 2022, y tres medallas en el Campeonato Mundial de Atletismo en Pista Cubierta entre los años 2010 y 2022.
Además, obtuvo siete medallas en el Campeonato Europeo de Atletismo entre los años 2010 y 2022, y cinco medallas en el Campeonato Europeo de Atletismo en Pista Cubierta entre los años 2011 y 2023.
Participó en cuatro Juegos Olímpicos de Verano, ocupando el cuarto lugar en Pekín 2008 (4 × 400 m), el quinto en Londres 2012 (400 m y 4 × 400 m), el cuarto en Río de Janeiro 2016 (4 × 400 m) y el cuarto en Tokio 2020 (4 × 400 m).

## Palmarés internacional
| Campeonato Mundial                   | Campeonato Mundial       | Campeonato Mundial | Campeonato Mundial |
| Año                                  | Lugar                    | Medalla            | Prueba             |
| ------------------------------------ | ------------------------ | ------------------ | ------------------ |
| 2011                                 | Daegu (Corea del Sur)    | Medalla de bronce  | 400 m              |
| 2019                                 | Doha (Catar)             | Medalla de bronce  | 4 × 400 m          |
| 2022                                 | Eugene (Estados Unidos)  | Medalla de bronce  | 4 × 400 m          |
| Campeonato Mundial en Pista Cubierta |                          |                    |                    |
| Año                                  | Lugar                    | Medalla            | Prueba             |
| 2010                                 | Doha (Catar)             | Medalla de plata   | 4 × 400 m          |
| 2018                                 | Birmingham (Reino Unido) | Medalla de bronce  | 4 × 400 m          |
| 2022                                 | Belgrado (Serbia)        | Medalla de oro     | 4 × 400 m          |
| Campeonato Europeo                   |                          |                    |                    |
| Año                                  | Lugar                    | Medalla            | Prueba             |
| 2010                                 | Barcelona (España)       | Medalla de oro     | 400 m              |
| 2010                                 | Barcelona (España)       | Medalla de bronce  | 4 × 400 m          |
| 2012                                 | Helsinki (Finlandia)     | Medalla de oro     | 4 × 400 m          |
| 2016                                 | Ámsterdam (Países Bajos) | Medalla de oro     | 4 × 400 m          |
| 2018                                 | Berlín (Alemania)        | Medalla de oro     | 4 × 400 m          |
| 2018                                 | Berlín (Alemania)        | Medalla de plata   | 400 m              |
| 2022                                 | Múnich (Alemania)        | Medalla de plata   | 4 × 400 m          |
| Campeonato Europeo en Pista Cubierta |                          |                    |                    |
| Año                                  | Lugar                    | Medalla            | Prueba             |
| 2011                                 | París (Francia)          | Medalla de bronce  | 4 x 400 m          |
| 2015                                 | Praga (República Checa)  | Medalla de oro     | 4 x 400 m          |
| 2017                                 | Belgrado (Serbia)        | Medalla de plata   | 4 x 400 m          |
| 2019                                 | Glasgow (Reino Unido)    | Medalla de oro     | 4 x 400 m          |
| 2023                                 | Estambul (Turquía)       | Medalla de oro     | 4 × 400 m          |